# Bom Sucesso de Itararé
Bom Sucesso de Itararé é um município brasileiro do estado de São Paulo. Sua população estimada em 2005 era de 3 797 habitantes.

## História
O município de Bom Sucesso de Itararé foi criado em 27 de outubro de 1991. Sua formação administrativa teve início recente, com a criação, em 27 de dezembro de 1985, do distrito com sede no povoado de Bom Sucesso, no município de Itararé. Resultou de uma série de desmembramentos e fez parte de uma região de formação histórica marcada pelo tropeirismo e pela extração de minérios. A origem do primeiro núcleo de Bom Sucesso de Itararé foi a implantação, em 1929, da serraria Junqueira Mello no bairro de Terra Boa, que vigorou por um período de três anos.
O patrimônio local foi formado por uma série de doações feitas por fazendeiros da região, que providenciaram a abertura de estradas de acesso ao povoado que, até então, costumava se comunicar com as demais localidades por antigas trilhas de tropeiros. A primeira estrada, aberta pelas serrarias Junqueira Mello e Lumber, ligava Bom Sucesso ao município de Itararé, e a segunda, aberta em 1948 por Luiz Sguario, ligava-o ao município de Itapeva.
Sua primeira indústria de extração mineral, instalada em 1949, veio somar-se aos outros fatores que interagiram para o desenvolvimento da região.

## Geografia
Possui uma área de 133,221 km², representando 0,0537% do estado, 0,0144% da região e 0,0016% de todo o território brasileiro. Localiza-se a uma latitude 24º19'04" sul e a uma longitude 49º08'38" oeste, estando a uma altitude de 950 metros. 

### Rodovias
- SP-258

### Hidrografia
- Rio Itararé
- Rio Verde
- Rio Pirituba

## Demografia

### População
| Crescimento populacional                             | Crescimento populacional | Crescimento populacional | Crescimento populacional |
| Ano                                                  | População Total          |                          | %±                       |
| ---------------------------------------------------- | ------------------------ | ------------------------ | ------------------------ |
| 2000                                                 | 3 231                    |                          | —                        |
| 2010                                                 | 3 571                    |                          | 10,5%                    |
| 2022                                                 | 3 555                    |                          | −0,4%                    |
| Est. 2024                                            | 3 610                    | [ 5 ]                    | 1,5%                     |
| Fontes: Censos Demográficos IBGE e Estimativas SEADE |                          |                          |                          |

### Dados demográficos
Dados do Censo 2000
População Total: 3 231
- Urbana: 1 954
- Rural: 1 277
- Homens: 1 669
- Mulheres: 1 562

Densidade demográfica (hab./km²): 24,26
Mortalidade infantil até 1 ano (por mil): 29,51
Expectativa de vida (anos): 65,20
Taxa de fecundidade (filhos por mulher): 3,40
Taxa de Alfabetização: 85,82%
Índice de Desenvolvimento Humano (IDH-M): 0,693
- IDH-M Renda: 0,603
- IDH-M Longevidade: 0,670
- IDH-M Educação: 0,805

(Fonte: IPEADATA)

## Infraestrutura

### Comunicações
Em 1992, um ano após a emancipação, a cidade ainda tinha apenas uma linha telefônica, do tipo "vilafone", que atendia a todos os habitantes da época, estimados em 5,5 mil. O então prefeito José Pedro de Andrade chegou a entrar em contato com a Telesp, mas ainda não havia previsão de instalação de uma rede telefônica para a cidade. "Estamos isolados, sem ligação por asfalto, sem médico e sem comunicação", lamentou. "Se ocorrer uma emergência, não sei a quem recorrer."
Por fim o sistema de telefones automáticos, assim como o sistema de discagem direta à distância (DDD) com o código de área (0155), foram implantados pela Telecomunicações de São Paulo (TELESP).
Ainda na década de 90 o código DDD da cidade foi alterado para (015), para padronização do sistema telefônico com a telefonia celular que estava sendo implantada em todo o estado.

## Religião
O Cristianismo se faz presente na cidade da seguinte forma:

### Igreja Católica
- A igreja faz parte da Diocese de Itapeva.[14]

### Igrejas Evangélicas
- Assembleia de Deus Ministério do Belém.[15][16]
- Congregação Cristã no Brasil.[17]